# Bi-2
Bi-2 (ros. Би-2) – białoruski zespół rockowy utworzony w 1988 w Bobrujsku. Założycielami grupy są Liowa Bi-2 i Szura Bi-2.
Utwór grupy Nikt nie pisze do pułkownika (ros. Полковнику никто не пишет) został umieszczony na soundtracku do kultowego filmu Brat 2.

## Historia grupy
Założyciele zespołu poznali się w 1985 roku w Mińsku na scenie dziecięcego teatru „Rond”, skupiającego młodzież zafascynowaną teatrem absurdu.
W 1988 roku obaj założyli grupę Bratia po orużju (ros. Братья по оружию), przemianowaną wkrótce na Biereg Istiny (ros. Берег истины). Pierwotnie w skład kolektywu wchodziło piętnastu członków. W 1989 roku grupa przybrała obecnie funkcjonującą nazwę, a Liowa został wokalistą zespołu.
„Byliśmy punkującą grupą. Graliśmy muzykę na wzór The Police, czy też ska z piszczałkami. Nasze teksty były tematycznie albo ostro socjalne, albo ostro seksualne” – wspomina Szura.
Występom Bi – 2 w owym czasie towarzyszyło niecodzienne show.
„Występ zaczynał się tak, że na scenę wnoszono trumnę. Następnie wychodziłem z jej wnętrza ubrany w koszulę ze śladami po kulach. Miałem przy sobie poduszkę, którą zaraz potem rwałem. W tym momencie cała publiczność była w piórach.” – wspomina Liowa.
W okresie od 1988 do 1990 roku grupa koncertowała po całym kraju. Podczas występu na jednym z festiwali muzycy zostali przegonieni ze sceny przez milicję.
W 1991 roku Szura i Liowa wyjechali do Izraela, tam zostali zatrudnieni jako ochroniarze na budowie. Mimo braków w składzie, grupa nadal występowała dając koncerty akustyczne.
W 1993 roku Szura przeprowadził się do Australii. Kolejne utwory autorstwa Liowy i Szury powstawały przez telefon, przy czym pierwszy z nich pisał teksty, a drugi – muzykę.
W 1998 roku Liowa przyjechał do Australii, co skutkowało nagraniem albumu Bi – 2 pod tytułem I korabl’ pływiot (ros. И корабль плывет). Dzięki wyemitowaniu singla Sierdce (ros. Сердце) na antenie radia НАШЕ Радио grupa zdobyła rozpoznawalność w Rosji. W 1999 roku obaj mężczyźni wyjechali do Moskwy, gdzie postanowili rozwijać swoją muzyczną karierę. W owym czasie utwory Bi – 2 były emitowane przez wiele rosyjskich rozgłośni radiowych, lecz mimo to muzycy nie mogli przekonać żadnej wytwórni do wydania swojego albumu.
Sytuacja uległa zmianie w 2000 roku, gdy utwór Nikt nie pisze do pułkownika (ros. Полковнику никто не пишет) został umieszczony na soundtracku do kultowego filmu Brat 2. Poskutkowało to zdobyciem dużej popularności na terenie całego kraju i zwiększeniem liczby fanów. Wtedy grupa podpisała kontrakt z wytwórnią płytową Sony Music Entertainment Russia.

## Skład
- Liowa Bi-2 – wokal, gitara akustyczna, perkusja, gitara elektryczna (1988–1993, 1998 – )
- Szura Bi-2 – gitara solowa, wokal, gitara basowa (1988–1993, 1998 – )
- Konstantin Czalyh – gitara (2024 – )
- Maksim „Łakmus” Andriuszienko – gitara basowa (2006 – )
- Boris Łiwszic – perkusja (2006 – )
- Janik Nikolienko – flet, klawiszowe, tamburyn, sample, chórki (2008 – )

## Dyskografia
- 1998 – Biespołaja I Grustnaja Ljubow (ros. Бесполая И Грустная Любовь)
- 2000 – Bi-2 ((ros. Би-2)
- 2001 – Mjau Kiss Mi (ros. Мяу Кисс Ми)
- 2004 – Inomarki (ros. Иnомарки)
- 2006 – Mołoko (ros. Молоко)
- 2009 – Łunapark (ros. Лунапарк)
- 2011 – Spirit
- 2014 – #16 Plius (ros. #16 Плюс)
- 2017 – Gorizont Sobytij (ros. Горизонт Событий)
- 2022 – Alleluja (ros. Аллилуйя)